# Панов, Эдуард Михайлович
Эдуард Михайлович Панов —  городской архитектор, почётный гражданин города Красноярска «за безупречную работу в должности главного архитектора для города Красноярска», заслуженный архитектор РСФСР,
главный архитектор Красноярскгражданпроекта, более десятка лет был председателем Красноярского союза архитекторов. В основном работал в Красноярске, но также в Иланске, Боготоле и Дудинке.